# Perfeddwlad

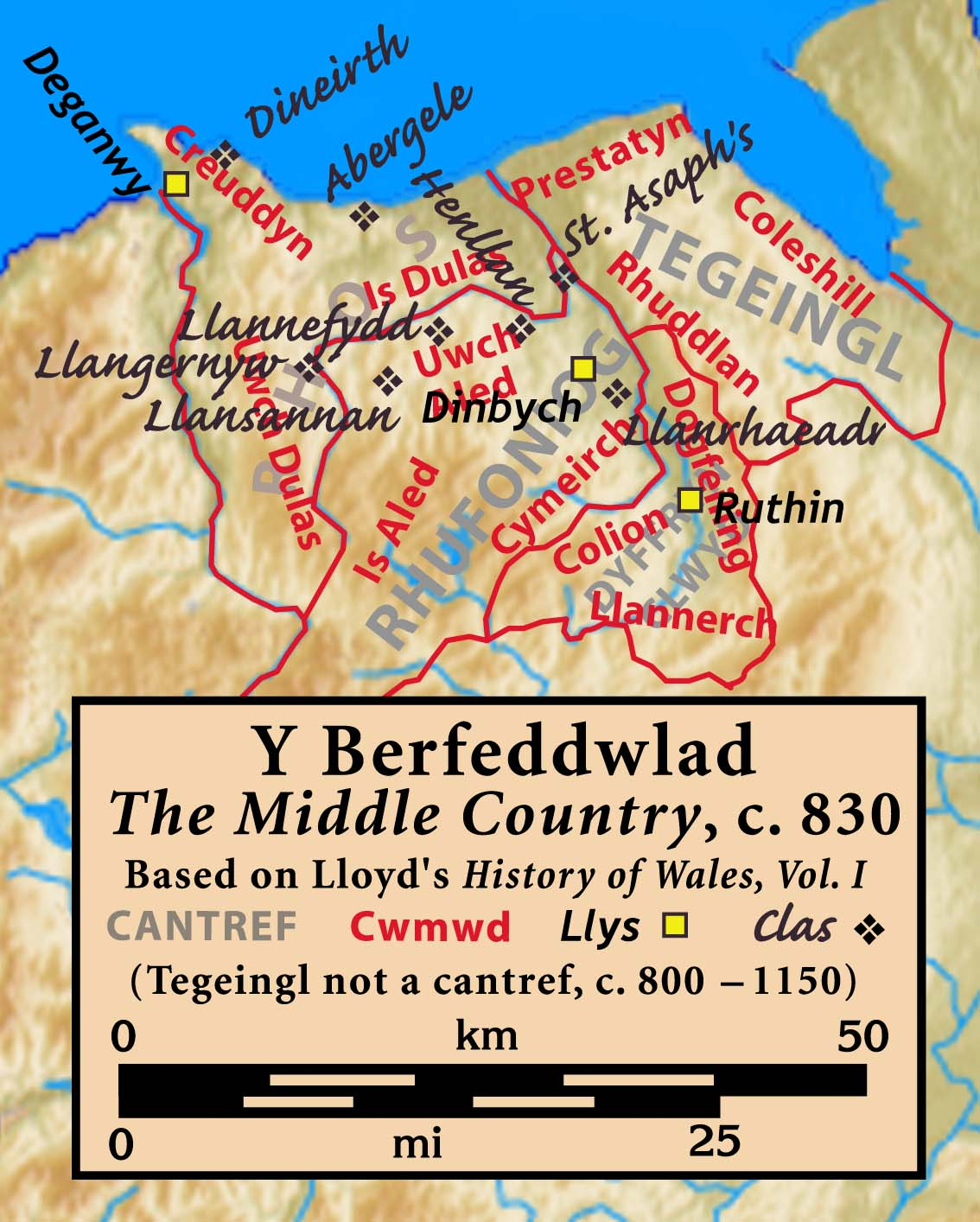
Karte von Perfeddwlad mit Tegeingl

Perfeddwlad (auch Y Berfeddwlad genannt; walisisch für Das mittlere Land), auch Four Cantrefi oder Gwynedd Is Conwy genannt, ist die historische Bezeichnung für eine Region in Nordostwales. Das Gebiet erstreckte sich zwischen den Flüssen Conwy und Dee und war in die vier Cantrefi Rhos, Rhufoniog, Dyffryn Clwyd und Tegeingl unterteilt.
Historisch gehörte Perfeddwlad zum Einflussgebiet des Königreichs Gwynedd. Aufgrund seiner Grenzlage zum angelsächsischen Königreich Mercia war es jahrhundertelang Ziel von Überfällen und Eroberungsversuchen der Angelsachsen. Auch das südlich angrenzende walisische Königreich Powys beanspruchte Teile des Gebiets. Nach 1071 versuchten die Normannen, die Küstengebiete von Chester aus zu erobern, doch nach dem gescheiterten Feldzug von König Heinrich II. gegen Gwynedd 1165 fiel die Region wieder an Gwynedd. Auch die Eroberungsversuche unter König Johann Ohneland scheiterten letztlich. Erst nach dem Tod des Fürsten Llywelyn ab Iorwerth von Gwynedd konnte der englische König Heinrich III. die Region 1141 wieder für England erobern. Im Vertrag von Woodstock mussten die Fürsten von Gwynedd 1247 die Eroberungen anerkennen, und zur Sicherung seiner Eroberungen errichtete der englische König die mächtigen Burgen von Deganwy und Dyserth. 1254 übertrug Heinrich III. seinem Sohn Eduard umfangreiche Gebiete, zu denen auch die Grafschaft Chester mit Perfeddwlad gehörte. Gegen die strenge englische Verwaltung durch Geoffrey de Langley regte sich der Widerstand der Waliser. Als der siebzehnjährige Eduard bei einem Besuch 1256 der Region keinerlei Verständnis für die Anliegen der Waliser zeigte, wandten sich die walisischen Adligen an Llywelyn ap Gruffydd, den Fürsten von Gwynedd, der die Region im November 1256 innerhalb einer Woche eroberte. 1263 mussten sich schließlich die isolierten Burgen von Dyserth und Deganwy ergeben, und im Vertrag von Montgomery musste Heinrich III. schließlich die Eroberung 1267 anerkennen. Erst durch die Eroberung von Wales durch König Eduard I. geriet die Region bis 1283 endgültig unter englische Herrschaft. Tegeingl fiel als County Flintshire an Chester, Rhos und Rhufoniog bildeten die neue Baronie Denbigh, die an Henry de Lacy fiel, und Dyffryn Clwyd wurde in die Baronie Ruthin umgewandelt, die an Reginald Grey fiel.